# Anle (köping i Kina, Shandong)
Anle (kinesiska: 安乐镇, 安乐) är en köping i Kina. Den ligger i provinsen Shandong, i den östra delen av landet, omkring 110 kilometer sydväst om provinshuvudstaden Jinan. Antalet invånare är 35264. Befolkningen består av 17 292 kvinnor och 17 972 män. Barn under 15 år utgör 15,0 %, vuxna 15-64 år 74 %, och äldre över 65 år 9,0 %.
Genomsnittlig årsnederbörd är 671 millimeter. Den regnigaste månaden är juli, med i genomsnitt 215 mm nederbörd, och den torraste är januari, med 4 mm nederbörd.